# 月宮神社
月宮神社（つきみやじんじゃ）は、福島県伊達市月舘町上手渡長屋にある神社。女神山の南東の山麓に位置する。
月読命、月夜命の祭神が祀られている。祭日は毎年八十八夜である。

## アクセス
- 障子バス停 (福島交通)下車徒歩約5分[1]